# Corryocactus chachapoyensis
Corryocactus chachapoyensis là một loài thực vật có hoa trong họ Cactaceae. Loài này được Ochoa & Backeb. ex D.R.Hunt mô tả khoa học đầu tiên năm 1999.